# Grimmia subpraemorsa
Grimmia subpraemorsa là một loài Rêu trong họ Grimmiaceae. Loài này được (Broth.) Broth. mô tả khoa học đầu tiên năm 1924.